# Eenzijdig
Eenzijdig (Engels: uniface, Frans: uniface, Duits: einseitig) is een begrip afkomstig uit de numismatiek dat letterlijk aangeeft dat een munt of penning een kant heeft die onbewerkt is gelaten en dus eenzijdig is. Overdrachtelijk is dit begrip terecht gekomen in de argumentatieleer waarbij de betekenis is dat iets niet van alle zijden bezien wordt. Het gaat hier om het innemen van een standpunt waarbij slechts één perspectief wordt belicht. Dit begrip wordt onder andere gebruikt in de hulpverlening en psychologie, waar het tegenovergestelde principe, "meerzijdige partijdigheid", wordt toegepast. Dit houdt in dat een hulpverlener of bemiddelaar actief probeert rekening te houden met meerdere perspectieven om een evenwichtige benadering te waarborgen.